# Arcadia (Nebraska)
Arcadia je selo u američkoj saveznoj državi Nebraska. Prema popisu stanovništva iz 2010. u njemu je živjelo 311 stanovnika.